# Хуан Баутіста Кірос Сеґура
Хуан Баутіста Кірос Сеґура (ісп. Juan Bautista Quirós Segura; 18 січня 1853 — 7 листопада 1934) — костариканський політик, двадцятий президент Коста-Рики. Його повноваження не визнали Сполучені Штати Америки, через що він був змушений піти у відставку.

## Біографія
Народився в сім'ї генерала Пабло Кіроса Хіменеса та Мерседес Сегури Масіс. Його першою дружиною була Тереза Агілар Гусман (померла 1899), онука тогочасного голови держави Мануеля Агілара Чакона. 4 листопада 1900 року одружився вдруге з Клементиною Фонсекою (1880—1953).
Кірос обрав для себе військову кар'єру та дослужився до звання генерала армії Коста-Рики. Окрім того, займався фермерством і підприємництвом, що зрештою дозволило йому розбагатіти та розпочати політичну діяльність.
За часів другої адміністрації Рафаеля Іглесіаса Кастро Кірос обіймав посади міністра торгівлі, військового міністра та скарбника. Пізніше очолював Конституційний конгрес і Міжнародний банк Коста-Рики.
9 серпня 1919 року, коли падіння режиму президента Федеріко Тіноко Ґранадоса було неминучим, Конгрес оголосив Кіроса першим претендентом на посаду президента. 12 серпня Тіноко офіційно передав Кіросу владу в країні. Першими ініціативами Кіроса було відновлення громадянських свобод і звільнення політичних в'язнів.
Офіційно вступив на посаду 20 серпня 1919 року після того, як було затверджено відставку Федеріко Тіноко. Термін його повноважень мав завершитись 8 травня 1923 року, але, попри те, що його адміністрація вдалась до вкрай обережного підходу, уряд США відмовився визнати Кіроса законним головою держави. Зіштовхнувшись з небезпекою збройної інтервенції з боку Сполучених Штатів, Кірос вирішив залишити посаду президента, і 20 вересня того ж року його замінив Франсіско Агілар Баркеро.
За врядування Агілара Кірос упродовж нетривалого часу був військовим міністром, а президент Хуліо Акоста Гарсія рекомендував Конгресу призначити його першим головою Контрольного управління, що відповідало за контроль над діяльністю уряду.